# Бенинати, Манфреди
Манфреди Бенинати (итал. Manfredi Beninati; род. 11 января 1970, Палермо, Италия) — итальянский художник. Работает, в основном, в жанрах картина маслом и инсталляция, хотя его работа также охватывает рисунок, скульптуры, коллажи и фильмы.

## Биография
После изучения права он некоторое время работал в итальянской киноиндустрии в начале 1990-х годов. Он начал свое художественное производство только в 1999 году в результате пари, как художник-самоучка.
Со времени первой персональной выставки в 2003 году работы Бенинати широко выставлялись на биеннале (в Ливерпуле, Стамбуле, Мардине, Афинах, Шанхае, Салоники, Праге, Венеции) и в музеях всего мира (такие как MAXXI и MACRO в Риме, Королевская академия искусств и Hayward Gallery в Лондоне, Музей Пэрриша в Нью-Йорке и Музей Хаммера в Лос-Анджелесе).
Он был представлен галереей Джеймса Кохана в Нью-Йорке, Томио Коямой в Токио, галереей Лоркана О’Нила в Риме и галереей Макса Виграма в Лондоне.
В 2005 году он был выбран одним из четырех художников, представляющих свою страну на 51-й Венецианской биеннале, где он был удостоен приз зрительских симпатий за итальянский павильон.
В 2006 году он получил стипендию от Американской академии в Риме в рамках Римской премии.
В 2014 году в Художественном музее Inside-Out в Пекине была проведена персональная выставка под названием «Природа — Театр», а в 2016 году Museo Civico в Кастельбуоно (Италия) посвятил антологическую выставку, посвященную первым пятнадцатилетию деятельности Бенинати.